# Беньамін Упгофф
Беньамін Упгофф (нім. Benjamin Uphoff, нар. 8 серпня 1993, Бурггаузен, Німеччина) — німецький футболіст, воротар клубу «Фрайбург».

## Ігрова кар'єра
Упгофф грав у всіх молодіжних командах "Вакер Бургхаузен". У 2011 році він приєднався до другої команди 1. FC Nürnberg. Після того, як його колеги Рафаель Шефер та Патрік Раковскі були травмовані, Упгофф вперше з'явився у складі клубу Бундесліги у вересні 2011 р. У сезоні 2011/12 він грав у складі FCN II у Регіональній лізі Зюд, а потім у новоствореній Регіональній лізі Баварії. На сезон Бундесліги 2013/14 він був офіційно призначений третім воротарем першої команди "Нюрнберга". 26 серпня 2014 року Упгофф був підписаний клубом "ВФБ Штутгарт II", спочатку на правах оренди до кінця сезону.
Упгофф дебютував на професійному рівні у складі другої команди "ВФБ Штутгарт" 25 жовтня 2014 року в 15-му турі сезону 2014/15 у 3-й Профі-лізі в гостьовій перемозі над "ШпВгг Унтерхахтінг" з рахунком 1:0. У тестовому матчі за VfB II проти команди другого дивізіону TSV 1860 Мюнхен, Упгофф викликав ажіотаж 9 січня 2015 року, забивши гол з відстані 80 метрів.
Повернувшись на два місяці до 1. FC Nürnberg, Упгофф назавжди перейшов до VfB Stuttgart II 31 серпня 2015 року. У наступному сезоні Упгофф був переведений до основного складу команди, за яку, однак, не зіграв жодної гри й здебільшого сидів на лавці запасних як воротар на заміні.
У сезоні 2017/18 Упгофф перейшов до "Карлсруе", де підписав контракт до 2019 року. 21 липня 2017 року, у 1-му турі сезону 2017/18, він провів свій перший матч за "Карлсруе", зігравши внічию 2:2 проти "ВфЛ Оснабрюк". Після переконливих виступів він замінив Дірка Орліхаузена на посаді основного воротаря і зіграв у всіх матчах, окрім вже безглуздого поєдинку останнього туру чемпіонату з "Карл Цайсс Йена". Наприкінці сезону він разом з КСК дійшов до плей-офф підвищення в класі, де зазнав поразки від ФК "Ерцгебірге Ауе". У наступному сезоні "КСК" разом з Упгоффом домігся прямого виходу до другого дивізіону, після чого контракт воротаря був автоматично продовжений до червня 2020 року. Навіть після підвищення в класі Упгофф залишався голкіпером номер один у "Верхній Баварії", а його заступнику Маріусу Герсбеку дозволили зіграти лише у двох матчах Кубка DFB. У середині березня 2020 року Упгофф оголосив, що залишає клуб після закінчення сезону.
На початку серпня воротар підписав контракт з клубом Бундесліги "Фрайбург", який щойно втратив основного воротаря Александера Шволова, однак на роль нового першого номера вже був призначений Марк Флеккен. Коли Флеккен отримав травму на початку сезону 2020/21, "Спортклуб" відреагував на це, підписавши на правах оренди воротаря "Майнца" Флоріана Мюллера, замість того, щоб покладатися на новачка Упгоффа. Останній у своєму першому сезоні у складі "Фрайбурга" не зіграв жодного матчу в чемпіонаті, а також був вилучений на ранній стадії змагань проти свого колишнього клубу "Штутгарт", зігравши два кубкові матчі.
Упгофф вперше зіграв у Бундеслізі у 18-му турі сезону 2021/22 проти "Армінії Білефельд". Він вийшов у стартовому складі через коронавірусну інфекцію Флеккена. Матч завершився внічию 2:2.

## Досягнення
Карлсруе
- Друге місце Друга Бундесліга: 2018/19